# ويلسون غراتباتش
ويلسون غراتباتش (بالإنجليزية: Wilson Greatbatch)‏ (و. 1919 – 2011 م) هو مهندس، ومخترع من المملكة المتحدة . ولد في بوفالو (نيويورك) .
توفي في بوفالو (نيويورك)، عن عمر يناهز 92 عاماً.

## التعليم
تعلم في جامعة بافالو، وجامعة كورنيل، وكلية الهندسة في جامعة كورنويل

## جوائز
حصل على جوائز منها:
- قلادة العلوم الوطنية الأمريكية في مجال التكنولوجيا والإبتكار (1990)
- جائزة لملسون ومعهد ماساتشوستس للتكنولوجيا [الإنجليزية]‏.

## روابط خارجية
- ويلسون غراتباتش على موقع إن إن دي بي (الإنجليزية)